# يان إليس
يان إليس (بالإنجليزية: Jan Ellis)‏ هو لاعب اتحاد الرغبي جنوب أفريقي، ولد في 5 يناير 1942 في Brakpan ‏ في جنوب أفريقيا، وتوفي في 8 فبراير 2013 في بريتوريا في جنوب أفريقيا بسبب سرطان.

## وصلات خارجية
- يان إليس عل موقع إسبنسكروم (الإنجليزية)